# Trophy
Trophy (jinak též Windbreaker) je systém aktivní ochrany obrněných vozidel vyvinutý izraelskou společností Rafael Advanced Defense Systems ve spolupráci s ELTA Systems. Zaveden byl roku 2009. Zvyšuje odolnost vozidel proti moderním hrozbám, zejména s kumulativní bojovou hlavicí, jako jsou tanková munice HEAT, protitankové řízené střely a RPG. Osvědčil se při nasazení v konfliktech nízké i vysoké intenzity i v různých prostředích (městská zástavba, les, otevřený prostor). Není však účinný proti průbojným střelám a problém představují i útoky shora. Nebezpečí může představovat pro pěchotu v blízkém okolí. Roku 2025 výrobce informoval o modernizaci systému, reagující na hrozbu bezpilotních letounů a vyčkávací munice.

## Vývoj

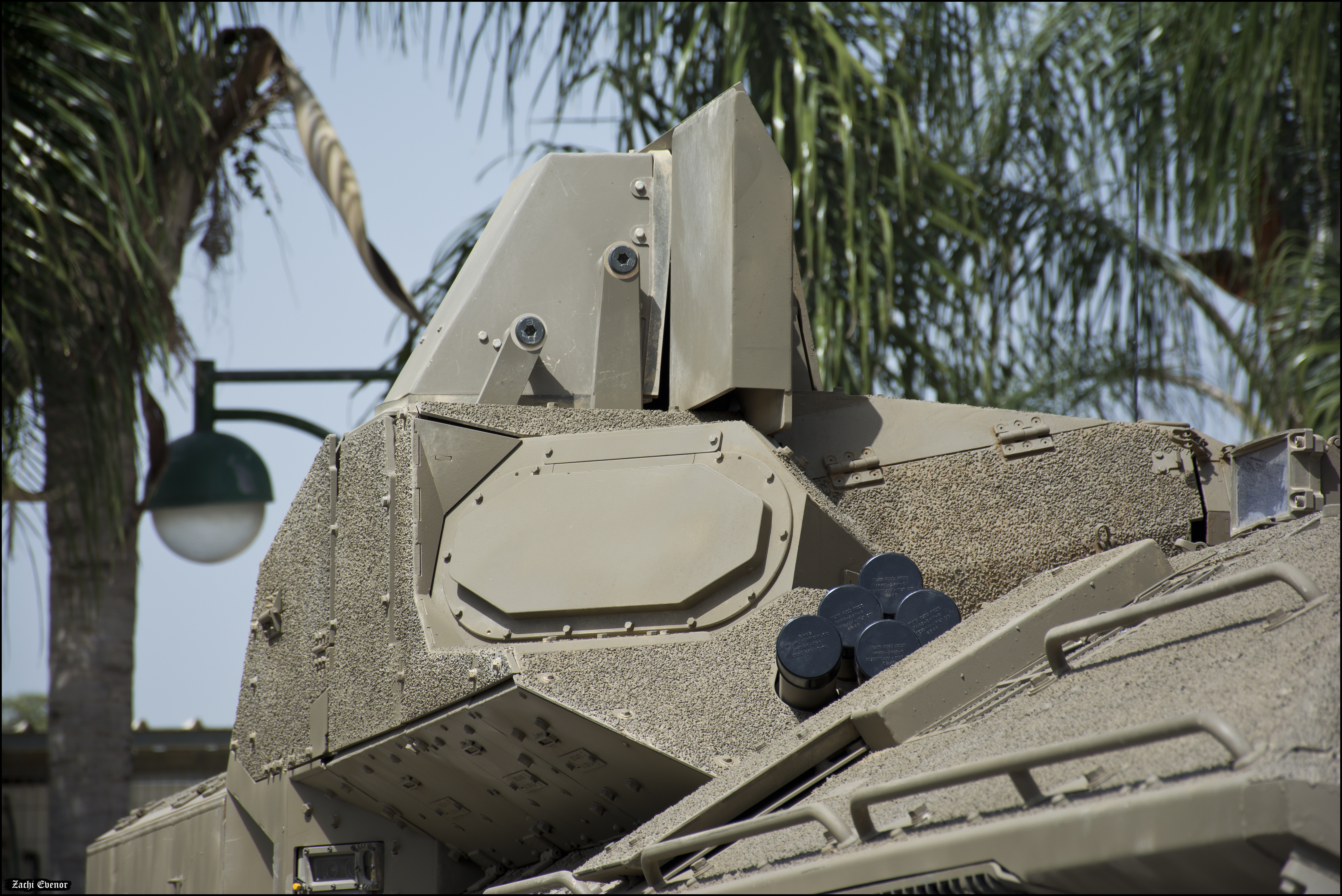
Detail systému Trophy na izraelském obrněném transportéru Namer

Vývoj systému Trophy byl zahájen v osmdesátých letech dvacátého století. Existuje v několika verzích určených pro různé hmotnostní kategorie vozidel. Výroba systému začala v Izraeli roku 2007 a ve Spojených státech amerických v roce 2012. V Izraeli byl do služby zaveden roku 2009. Roku 2011 dosáhl prvního zaznamenaného úspěchu. V Evropě systém prodává EuroTrophy, joint venture společností Rafael, General Dynamics European Land Systems (GDELS) a KMW+Nexter Defense Systems (KNDS).

## Popis

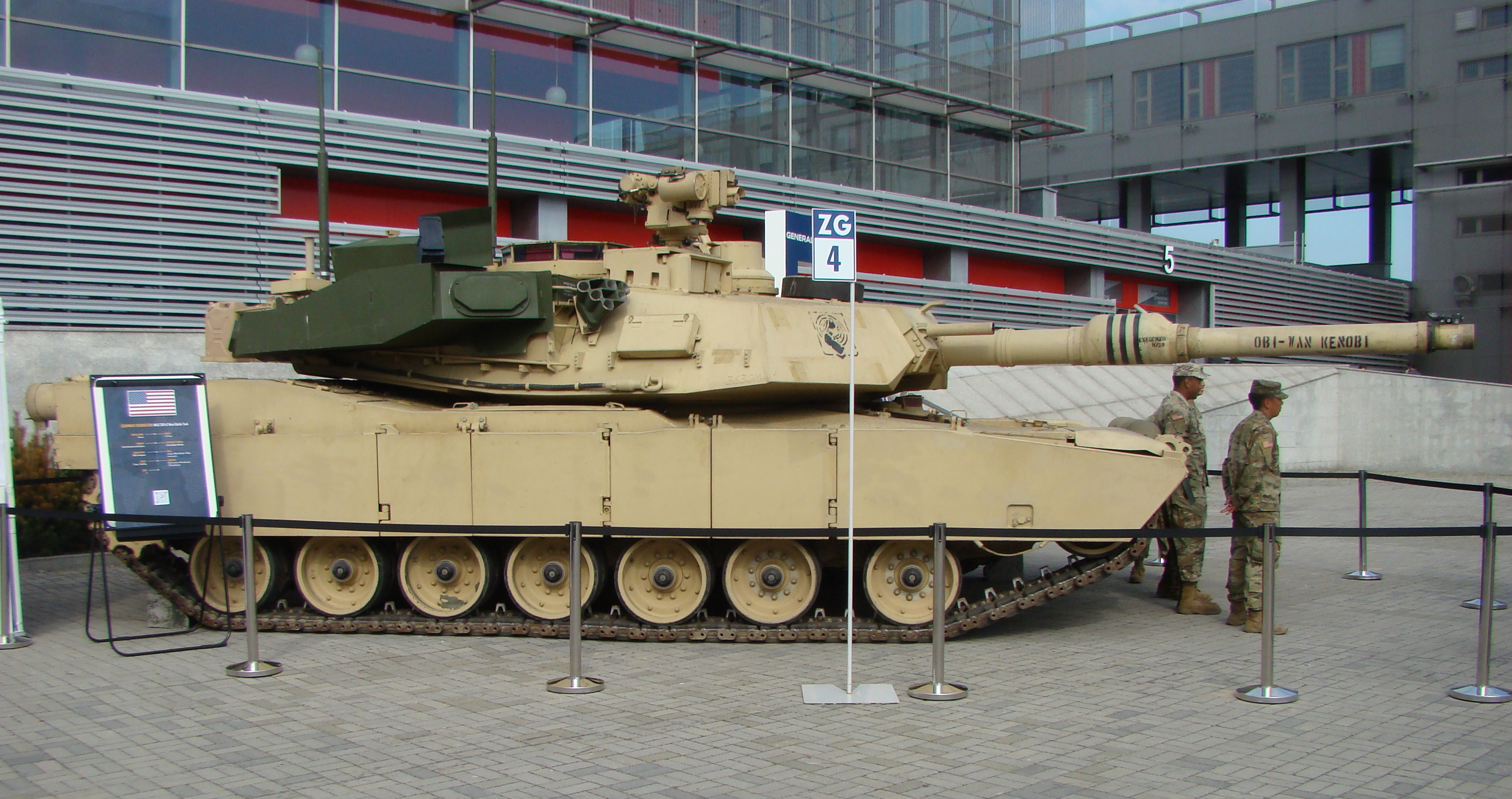
Tank M1A2 SEPv2 Abrams vybavený systémem Trophy

Systém je koncepce „hard-kill“, tedy fyzicky zaútočí na příchozí hrozbu s cílem ji poškodit nebo zničit, čímž omezí její schopnost proniknout pancířem. Využívá radar pro řízení palby Elta EL/M-2133 se čtyřmi plochými anténami pro zajištění celokruhového pokrytí. Radar sleduje přilétající hrozbu, proti které jsou vypouštěny výbušně tvarované penetrátory (EFP), mající ji neutralizovat v bezpečné vzdálenosti. Systém dokáže sdílet data s dalšími vozidly. Pokud vyhodnotí, že střela mine svůj cíl, může zadržet protiopatření a tak šetřit munici.
Vybaveny jím byly například izraelské tanky Merkava (verze Mk 3 a Mk 4), obrněné transportéry Namer, americké tanky M1A2 Abrams a německé tanky Leopard 2. Testován byl na obrněných vozidlech Stryker a M2 Bradley.